# Davy Schollen
Davy Schollen (Sint-Truiden, 28 februari 1978) is een Belgisch voormalig doelman in het betaald voetbal. Hij verruilde in juli 2012 RSC Anderlecht voor Sint-Truidense VV waar hij zijn carrière op de leeftijd van 37 jaar beeindigde.

## Carrière
Schollen begon zijn voetballoopbaan in 1985 als spits en aanvallende middenvelder bij de jeugdafdeling van de amateurvereniging KSK Rummen. Na een blessure van de keeper van Rummen nam Schollen de taken waar, om vervolgens als keeper actief te blijven. Op 16-jarige leeftijd maakt Schollen zijn debuut in de hoofdmacht van Hoegaarden, dat hem enkele jaren daarvoor van Rummen overnam. De katachtige reacties en de betrouwbare indruk van Schollen zorgen ervoor dat de interesse van diverse Belgische profclubs gewekt wordt. KSV Sint Truiden contracteert Schollen op 21-jarige leeftijd en de talentvolle keeper maakt in 1999 zijn debuut in de Belgische Eerste Klasse.
In de Eerste klasse verdrong Schollen Dusan Belic uit het doel. Sint-Truiden bood hem na één jaar een nieuw contract aan. Toenmalig Sint Truiden-trainer Jacky Mathijssen zag in Schollen een international, reden voor rivaal Racing Genk om de doelman naar het Fenixstadion te halen. Schollen kon de belofte in Genk nooit inlossen. Ondanks enkele optredens in de Champions League was Schollen jarenlang tweede man achter Jan Moons. In het seizoen 2004/05 huurde NAC Breda Schollen van Racing Genk. In Breda was Schollen eerste doelman. In de zomer van 2005 nam NAC de Belgische keeper over voor €350.000. Vanwege een ongelukkige start in het daaropvolgende seizoen werd Schollen gepasseerd door trainer Ton Lokhoff en ook door de latere coach Cees Lok, die in januari 2006 aangesteld werd. Echter kwam hij al snel terug in de basis. Omdat Van Zwam geblesseerd raakte mocht Schollen weer eens opdraaien en deed dit naar behoren waardoor hij weer eerste keeper werd.
In de zomer van 2006 werd doelman Schollen door RSC Anderlecht gehuurd. De club huurde de speler tot 2007 en kocht hem toen definitief aan.
Schollen speelde één keer voor de Rode Duivels, onder René Vandereycken. Hij werd enkele malen geselecteerd en was samen met Olivier Renard, Brian Vandenbussche en Silvio Proto een van de doublures van nummer 1 Stijn Stijnen.

## Spelerscarrière
| seizoen | club              | land      | competitie         | wed. | goals |
| ------- | ----------------- | --------- | ------------------ | ---- | ----- |
| 1999/00 | Sint-Truidense VV | België    | Jupiler League     | 3    | 0     |
| 2000/01 | Sint-Truidense VV | België    | Jupiler League     | 11   | 0     |
| 2001/02 | Sint-Truidense VV | België    | Jupiler League     | 9    | 0     |
| 2002/03 | KRC Genk          | België    | Jupiler League     | 5    | 0     |
| 2003/04 | KRC Genk          | België    | Jupiler League     | 2    | 0     |
| 2004/05 | NAC Breda         | Nederland | Eredivisie         | 32   | 0     |
| 2005/06 | NAC Breda         | Nederland | Eredivisie         | 17   | 0     |
| 2006/07 | → RSC Anderlecht  | België    | Jupiler League     | 1    | 0     |
| 2007/08 | RSC Anderlecht    | België    | Jupiler League     | 6    | 0     |
| 2008/09 | RSC Anderlecht    | België    | Jupiler Pro League | 23   | 0     |
| 2009/10 | RSC Anderlecht    | België    | Jupiler Pro League | 2    | 0     |
| 2010/11 | RSC Anderlecht    | België    | Jupiler Pro League | 3    | 0     |
| 2011/12 | RSC Anderlecht    | België    | Jupiler Pro League | 3    | 0     |
| 2012/13 | Sint-Truidense VV | België    | Belgacom League    | 8    | 0     |
| 2013/14 | Sint-Truidense VV | België    | Belgacom League    | 16   | 0     |
| 2014/15 | Sint-Truidense VV | België    | Proximus League    | 4    | 0     |
|         |                   |           | Totaal             | 144  | 0     |

## Palmares
| Nationaal          |    |            |
| Belgisch kampioen  | 2x | 2010, 2012 |
| Beker van België   | 1x | 2008       |
| Belgische Supercup | 1x | 2010       |